# Relatives Menschsein
Relatives Menschsein (нем. Относительная человечность) — немецкая группа, исполнявшая музыку в стиле дарквейв, основанная 1990 году, музыкантами Амадеем, Лисси Мёдл и Йоргом Вольфграмом в городе Кауфбойрен, Альгой.
Стали известны на Тёмной Сцене за счёт атмосферных поэтических вокальных произведений на немецком языке. Группа считается одним из самых значительных и одновременно самых ранних представителей немецкого дарквейва. Продюсером группы был  - Бруно Крамм.

## История
До Relatives Menschsein Лисси Мёдл и Амадей уже работали в группе Predecease, но группа получила только местную известность.
В июне 1990 года в "Мелодроме" они познакомились с клавишником Йоргом Вольфграмом, сформировали группу Relatives Menschsein и записали песню на следующий день. Уже первые синглы новой группы стали хитами на Тёмной Сцене из- за уникальной смеси музыки и поэзии. Песни «Tempel», «Glaube» и особенно «Verflucht» помогли им заключить контракт с продюсерской компанией Danse Macabre. Под этим же лейблом в августе 1991 года был выпущен их первый альбом «Moritat» состоящий из четырёх песен. С первым крупным концертом 4 января 1992 года в Cat-Cafe в Ульме начался тур, который сделал группу известной в Германии, Бельгии и Швейцарии.
В июле 1992 года вышел EP Gefallene Engel, а в августе Йорг Хюттнер присоединился к группе в качестве дополнительного клавишника. 2 июля 1993 года вышел альбом Die Ewigkeit, с которым к группе временно присоединился гитарист «Тар». После релиза альбома группу покинул Йорг Вольфграм и присоединился к группе Dorsetshire. В это время в группе появился новый гитарист Энди Эйдж. В результате группа выпустила только несколько песен на разных CD-компиляциях и сыграла вживую. Последней концерт прошёл в 1999 году, Амадей ушёл из группы и, таким образом, неофициально распустил группу.
Группа заявила, что и посей день официально не распалась:
 
Мы никогда официально не распадались, но 1999 году был последний концерт, когда Вольф, по договоренности, отдал свой сценический костюм. И этим всё закончилось.Оригинальный текст (нем.)Wir haben uns nie offiziell aufgelöst, aber 1999 war der letzte Auftritt, bei dem Wolfi, wie ausgemacht, seine Bühnenkleidung verschenkte. Und damit wars vorbei.
В 2002 году лейбл Alice In выпустил альбом Thanatos, собравший песни альбомов Gefallene Engel и Die Ewigkeit, а также записи с живых выступлений некоторых треков.
С 2001 года стали выходить альбомы нового проекта Йорга Хютнера (также Dreadful Shadows, EverEve, Dorsetshire и Kalte Farben) Skorbut в стиле EBM.

## Состав
- Вольфганг А. Мёдл — Вокал (1990 - 1999)
- Лисси Мёдл — Текст(1990 - 1999)
- Энди Эйдж — Гитара(1993 - 1999)
- Йорг Хюттнер — Клавишные (c 1992 года)
- Томас Юнгман — Клавишные
- Йорг Вольфграм — Клавишные (с 1990-1993 год)

## Дискография

### Альбомы
- 1991: Moritat (MC с четырьмя треками)
- 1992: Gefallene Engel (EP)
- 1993: Die Ewigkeit (CD)
- 2002: Thanatos (Ретроспектива, DCD)

### Эксклюзивные треки, появляющиеся в сборниках
- We Came To Dance — Indie Dancefloor Vol. IV — «Die Zeit»
- Touched by the Hand of Goth — «Verbotene Triebe»
- Künstler Zum 7. Wave-Gotik-Treffen — «Masken»
- Wellenreiter In Schwarz Vol. 2 — «Rosa Leidenschaft»
- Nachtschwärmer 3 — «Verflucht (Original)»
- Extreme Jenseitshymnen 1 — «Ausgeblutet»
- Mondenblut 1 — «Passion»

### Неофициальные альбомы
17 апреля 1993 года в Бельгии был выпущен альбом на аудиокасете — Live In Waregem 1993, представлявший собой запись с концерта в городе Варегем.